# 宮原正信
宮原 正信は、高エネルギー加速器研究機構の特別技術専門職。ILC計画の国際共同設計チームの一員。2013年に建設費約8300億円ともいわれるリニアコライダーの建設地を北上山地にと提言した立地評価会議8人のうちの一人。

## 略歴
- 高エネルギー加速器研究機構 施設部　整備管理課[3]
- 2013年、ILC戦略会議の立地評価会議メンバー